# Meczet
Meczet (arab. ‏مسجد‎ masdżid; l.mn. ‏مساجد‎ masadżid) – miejsce kultu muzułmańskiego. Słowo „meczet” oznacza dowolny budynek, w którym oddaje się cześć Bogu, niezależnie od jego architektury.
Podstawowym celem istnienia meczetów jest umożliwienie muzułmanom wspólnej rytualnej modlitwy (salat). Pierwsze meczety, takie jak Meczet Kuba i Masdżid an-Nabawi, powstały w VII wieku i stanowiły po prostu wyznaczone miejsca pod gołym niebem. Dziś większość meczetów posiada wyrafinowane kopuły i minarety.

## Etymologia
Arabskie słowo masdżid jest rzeczownikiem miejsca utworzonym od czasownika sadżada (oznaczającego „zginać się” lub „klękać”), co jest odniesieniem do prostracji w czasie muzułmańskiej modlitwy. Słowo masgid (‏מסגד‎) istniało w języku aramejskim już w V wieku p.n.e. i było używane przez Nabatejczyków w odniesieniu do wszelkich świątyń; możliwe, że protosemickim znaczeniem było stela lub „święty filar”.

### Meczet w tekstach muzułmańskich
Słowo „masdżid” powtarza się w Koranie, najczęściej w odniesieniu do sanktuarium Al-Kaba w mieście Mekka. Koran stosuje termin „masdżid” w odniesieniu do miejsc kultu innych wyznań, w tym judaizmu i chrześcijaństwa. W tym samym, ogólnym znaczeniu miejsca kultu słowo to wykorzystywane jest w hadisach.

## Historia
Wielkie wrota i wysokie wieże, zwane minaretami, są charakterystyczne dla meczetów. Jednak meczety ewoluowały przez wieki i ich architektura dostosowywała się do tradycji narodów przyjmujących islam.

### Pierwsze meczety

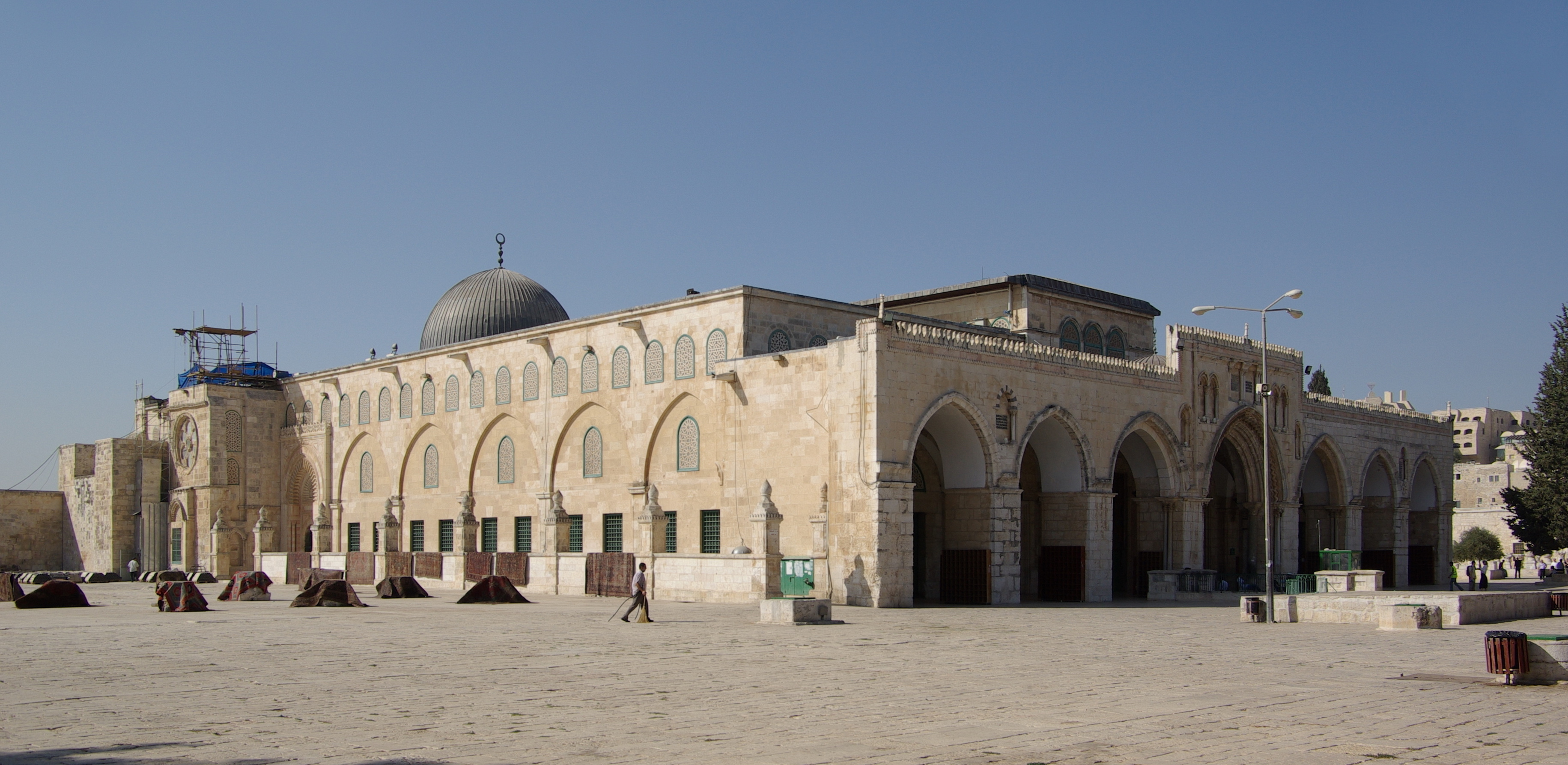
Meczet Al-Aksa, trzecie najświętsze miejsce islamu

Według przekazów muzułmańskich, pierwszym meczetem na świecie była Al-Kaba, zbudowana przez Abrahama na polecenie samego Boga. Pierwszym meczetem zbudowanym przez muzułmanów był Meczet Kuba w Medynie. Kiedy Mahomet mieszkał w Mekce, uważał Kaabę za najważniejsze miejsce kultu. Prorok traktował Kaabę z ogromnym szacunkiem nawet gdy służyła ona za miejsce rytuałów ku czci demonów, dokonywanych przez pogańskich Arabów. Kurajszyci próbowali nawet zabronić muzułmanom wstępu do Kaaby. Po podboju Mekki w 630 roku, Mahomet przekształcił Kaabę w meczet, zwany odtąd Al-Masdżid al-Haram, czyli Świętym Meczetem. Masdżid al-Haram był systematycznie powiększany przez kalifów, by pomieścić rosnącą liczbę wiernych przybywających na doroczną pielgrzymkę (hadżdż). Obecny wygląd świątynia ta uzyskała w 1577 za panowania osmańskiego sułtana Selima II.
W 622 roku, po przybyciu do Medyny, Mahomet zbudował Meczet Kuba za miastem. Muzułmanie wierzą, że budowla ta znajduje się na miejscu, gdzie prorok mieszkał przez 3 dni przed wkroczeniem do Medyny.
Zaledwie kilka dni po utworzeniu meczetu Kuba, Mahomet założył w Medynie następny meczet, dziś znany jako Masdżid an-Nabawi, czyli Meczet Proroka. To w Masdżid an-Nabawi powstały praktyki dziś powielane we wszystkich meczetach na świecie, takie jak adhan, czyli wezwanie do modlitwy. Masdżid an-Nabawi ma duży dziedziniec, kopiowany obecnie w większości meczetów na świecie. Prorok miał zwyczaj stać na jednym końcu arkady wygłaszając kazanie. Później prorok nakazał, by zbudować trójstopniowy pulpit, znany dziś jako minbar.
Mahomet mieszkał w pobliżu meczetu w Medynie, który stanowił centrum religijne i polityczne młodej wspólnoty muzułmańskiej. W tym miejscu planowano bitwy, prowadzono negocjacje, opiekowano się chorymi i przetrzymywano jeńców. Wielu wyznawców proroka mieszkało w namiotach wewnątrz meczetu.
Dziś meczet An-Nabawi w Medynie, Al-Haram w Mekce i Al-Aksa w Jerozolimie uchodzą w islamie za trzy najświętsze miejsca na Ziemi.

### Ewolucja i rozprzestrzenienie

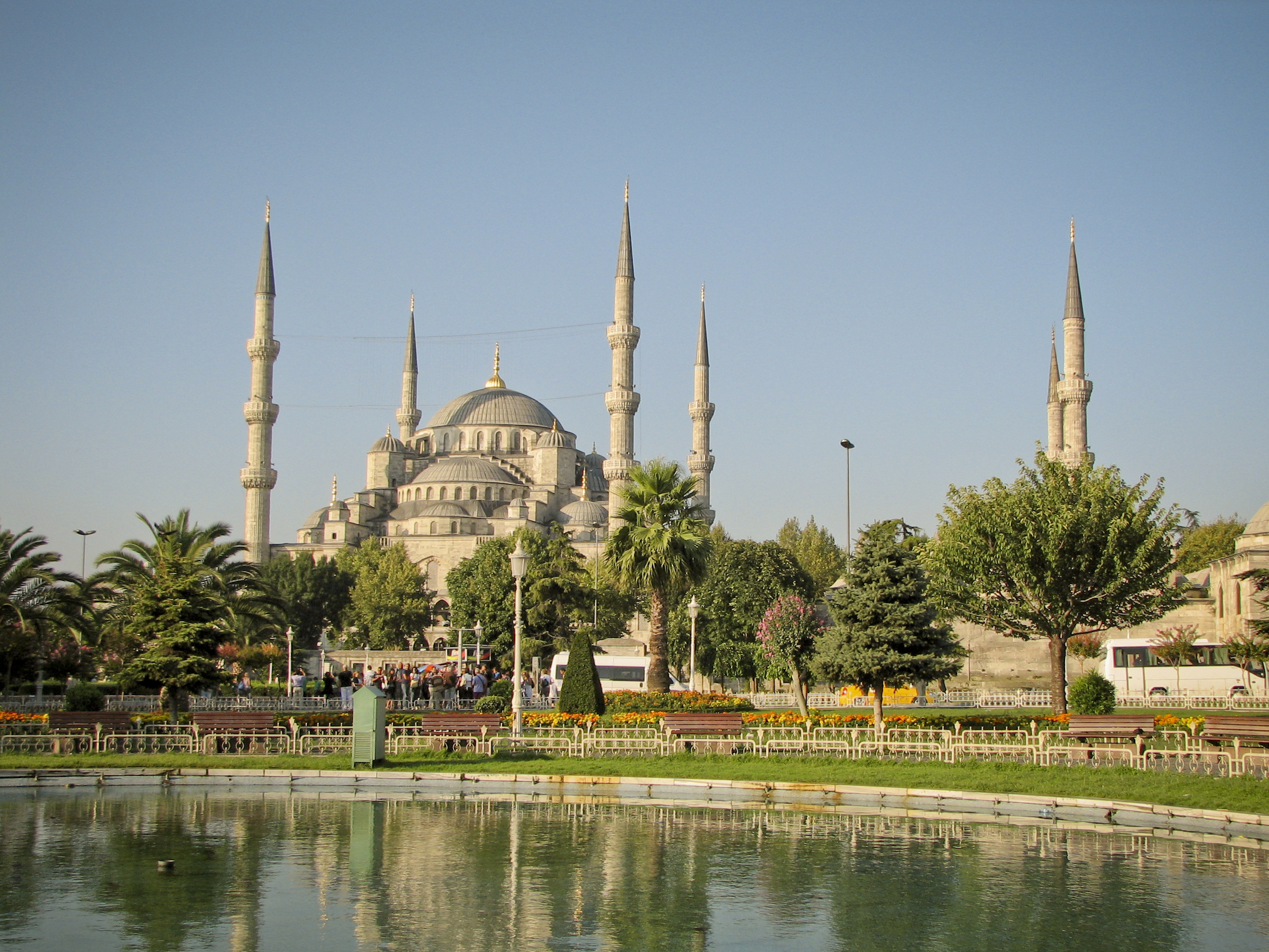
Błękitny Meczet (Meczet Sułtana Ahmeda) w Stambule z wysokimi, smukłymi minaretami jest typowym przykładem architektury osmańskiej

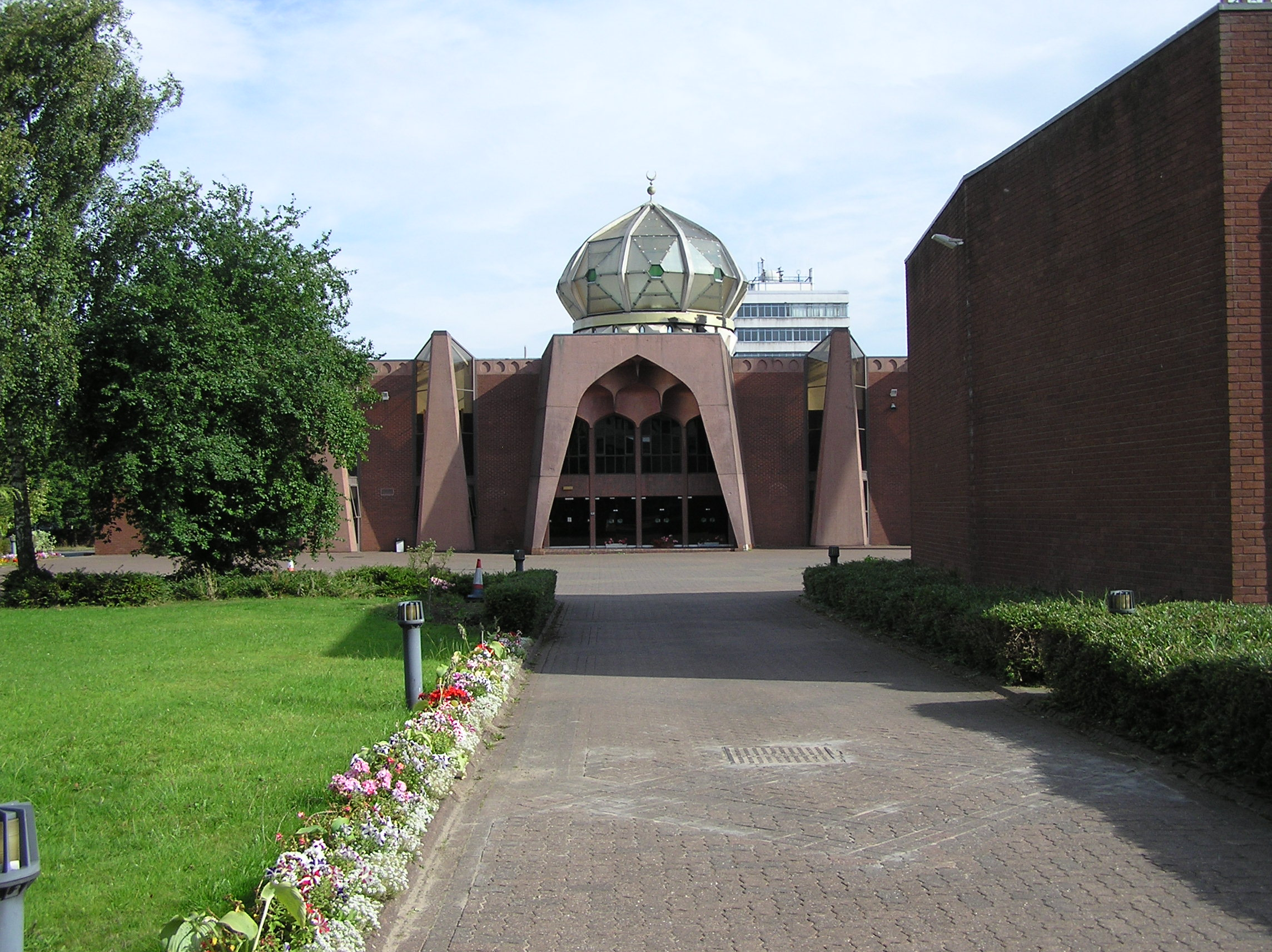
Meczet Centralny w Glasgow

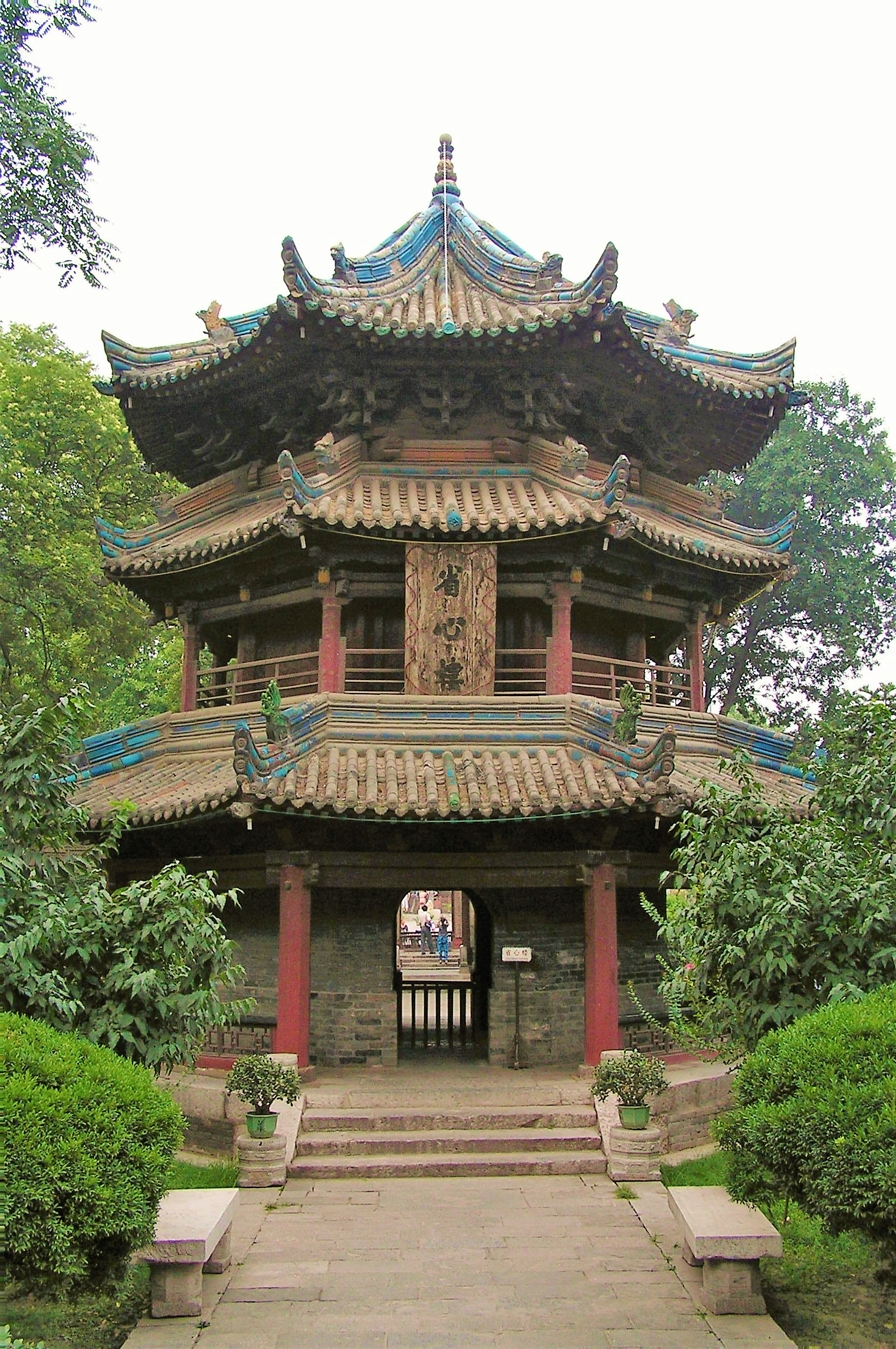
Minaret Wielkiego Meczetu w Xi’an w Chinach

Meczety rozprzestrzeniły się po świecie razem z islamem. Egipt został zajęty przez Arabów w 640 roku. Mieszkańcy tego kraju szybko stali się gorliwymi wyznawcami nowej wiary, a Kair zyskał przydomek miasta tysiąca minaretów. Egipskie meczety często połączone są z medresami, grobowcami lub szpitalami.
Pierwsze chińskie meczety zostały zbudowane w VIII wieku w mieście Xi’an. Wielki Meczet w Xi’an, który w obecnej formie istnieje od XVIII wieku, nie posiada cech architektonicznych charakterystycznych dla meczetów arabskich. Zamiast tego, zbudowany jest tak by harmonizować ze starożytną architekturą chińską. W zachodnich Chinach meczety są budowane w stylu typowym dla świata arabskiego, podczas gdy świątynie we wschodniej części tego państwa przypominają bardziej pagody.
W XI wieku, po konwersji Turków na islam, na terenie Anatolii i w Azji Środkowej zaczęły powstawać meczety. Wiele z tych pierwszych meczetów, takich jak Hagia Sophia w Konstantynopolu, to dostosowane do potrzeb nowej wiary bizantyjskie kościoły i katedry. Osmanowie stworzyli własny styl meczetów, charakteryzujący się dużymi centralnymi kopułami, licznymi minaretami, i otwartymi fasadami. Dla stylu osmańskiego typowe są również kolumny, aisles, i wysokimi stropami wewnątrz meczetu, choć zachowano najbardziej charakterystyczne elementy arabskich meczetów, takie jak mihrab. Ten styl charakteryzuje również niektóre meczety budowane w dzisiejszej Turcji.
W Indiach meczety zjawiły się za panowania dynastii mogolskiej w XVI i XVII wieku. Mogołowie przynieśli ze sobą charakterystyczny styl, z ostro zakończonymi cebulowatymi kopułami. Przykładem jest tu Dżami Masdżid w Delhi, stolicy Indii.
W XX wieku imigracja muzułmanów i coraz liczniejsze nawrócenia Europejczyków na islam na kontynencie europejskim wymusiły budowę miejsc kultu na tym kontynencie. Większe europejskie miasta, takie jak Rzym, Londyn i Monachium, posiadają typowe meczety znane z krajów europejskich. Natomiast w mniejszych miejscowościach muzułmanie chętniej adaptują opuszczone budynki o typowo europejskiej architekturze.
W Stanach Zjednoczonych pierwszy meczet zbudowano w Cedar Rapids w stanie Iowa. Ze względu na napływ muzułmańskich imigrantów z Azji Południowej, liczba islamskich świątyń szybko rośnie. Osiemdziesiąt siedem procent amerykańskich meczetów powstało po 1970 roku, a połowa po roku 1980.

### Adaptacja budynków
Według historyków muzułmańskich, we wczesnym okresie istnienia kalifatu żydowskim i chrześcijańskim miastom które poddały się islamskim najeźdźcom pozwolono na zachowanie kościołów i synagog. W miarę wypierania poprzednich religii przez islam budowle te przerabiano na meczety. Jednym z pierwszych kościołów przerobionych na meczety był kościół św. Jana Chrzciciela w Damaszku, który w 705 roku stał się Meczetem Umajjadów. Proces ten przybrał na sile za panowania dynastii Abbasydów.
Turcy osmańscy przerobili niemal wszystkie kościoły Konstantynopola, włącznie ze sławną katedrą Hagia Sophia na meczety po upadku tego miasta w 1453 roku. Meczetami stały się także żydowskie i chrześcijańskie seminaria budowane na grobach postaci biblijnych uznawanych za proroków przez islam. Przykładem jest tu meczet Al-Aksa, zbudowany na gruzach żydowskiej Świątyni Salomona.
Z drugiej strony, meczety bywały przerabiane na świątynie innych religii, w szczególności po rekonkwiście w 1492 roku w Hiszpanii, gdzie zamieniono je w kościoły katolickie. Również w Indiach zamieniono niektóre meczety na świątynie hinduskich bogów.

## Funkcje religijne

### Modlitwa

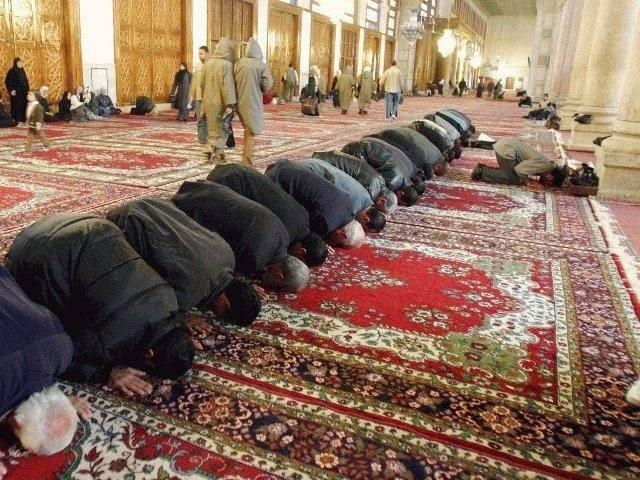
Muzułmanie podczas modlitwy w meczecie Umajjadów

Każdy dorosły muzułmanin powinien codziennie odbyć rytualną modlitwę, zwaną salat, co najmniej pięć razy. W większości meczetów odbywa się więc pięć spotkań modlitewnych dziennie: przed wschodem Słońca (fadżr), w południe (zuhr), po południu (asr), po zachodzie Słońca (maghrib) i wieczorem (isza). Choć uczęszczanie do meczetu nie jest obowiązkowe, to według hadisu modły w meczecie są lepsze od indywidualnych
Oprócz tych pięciu modlitw dziennie, w piątek odbywają się modlitwy dżummuah, zwane też modłami piątkowymi, które zastępują modlitwę w południe. Dla wszystkich dorosłych mężczyzn wizyta w meczecie na dżumu’ah jest obowiązkowa.
Modlitwa pogrzebowa, zwana salat al-dżanazah, jest odprawiana po śmierci muzułmanina. Jest to jedyna modlitwa odbywająca się przy otwartych drzwiach w meczecie. Podczas zaćmienia Słońca, również odbywa się specjalna modlitwa zwana salat al-kusuf.
Są dwa główne święta w kalendarzu islamskim: Id al-Fitr i Id al-Adha. W obydwa te dni, specjalne modlitwy są odmawiane rano. Modlitwy podczas tych świąt odmawiane są w większych grupach, zatem w większych meczetach modlitwy będą normalnie odprawiane dla zgromadzonych w nich, a także dla zgromadzonych w mniejszych lokalnych meczetach. Niektóre meczety wynajmują nawet duże budynki publiczne, aby mogło się tam modlić wielu muzułmanów. Meczet, szczególnie w krajach, gdzie muzułmanie stanowią większość, będzie też prowadzić modlitwy podczas świąt np. na miejskich placach.

### Obchody ramadanu

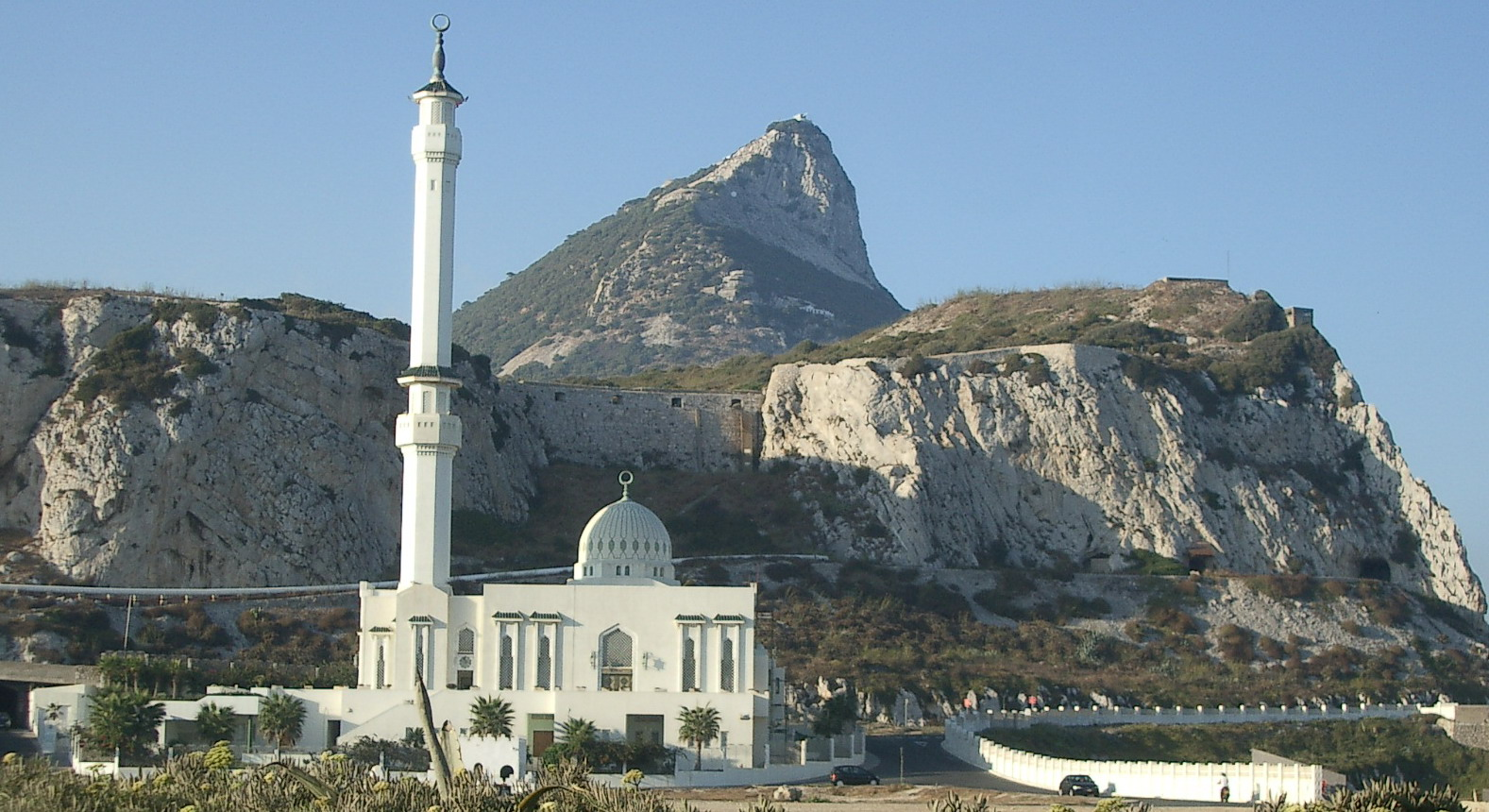
Meczet Ibrahima al-Ibrahima w Gibraltarze

Święty miesiąc islamu, ramadan, jest obchodzony na różne sposoby. Jako że muzułmanie powinni pościć za dnia, w trakcie ramadanu, w meczetach odbywają się uroczyste obiady (iftar) po zachodzie słońca, połączone z modlitwą maghrib. Pożywienie na tę okazję jest przygotowywane przez wszystkich członków gminy muzułmańskiej, choć czasem jest kupowane przez bogatego właściciela meczetu. Mniejsze wspólnoty mogą nie być w stanie zorganizować iftar każdego wieczora ramadanu. W niektórych meczetach odbywają się również śniadania (suhur) w porze modlitwy fadżr, przed wschodem słońca. Za szczególnie szlachetną formę jałmużny uchodzi zapraszanie biedaków na iftar i suhur
W większych meczetach organizowane są również specjalne modły nocne, zwane tarawih. Mogą one trwać do dwóch godzin. Przez ostatnie dziesięć dni ramadanu odbywają się całonocne modły, zazwyczaj połączone z katechezą, na pamiątkę nocy Lajlat al-Kadr, kiedy to rozpoczęło się objawianie Koranu Mahometowi. Co najmniej jeden dorosły mężczyzna ze wspólnoty (zwany i’tikaf) musi mieszkać przez te dziesięć dni w meczecie. Wspólnota ma obowiązek karmienia go przez ten okres.

### Dobroczynność
Trzecim z pięciu filarów islamu jest zakat – oddawanie części ze swego majątku ubogim. Obowiązek ten jest zwykle realizowany w meczecie. Przed świętem Id al-Fitr, meczety stają się miejscami zbiórki pieniędzy dla ubogich, przeznaczonych na umożliwienie nawet najbiedniejszym godne obchodzenie tego święta

## Funkcje społeczne

### Centrum muzułmańskiej wspólnoty

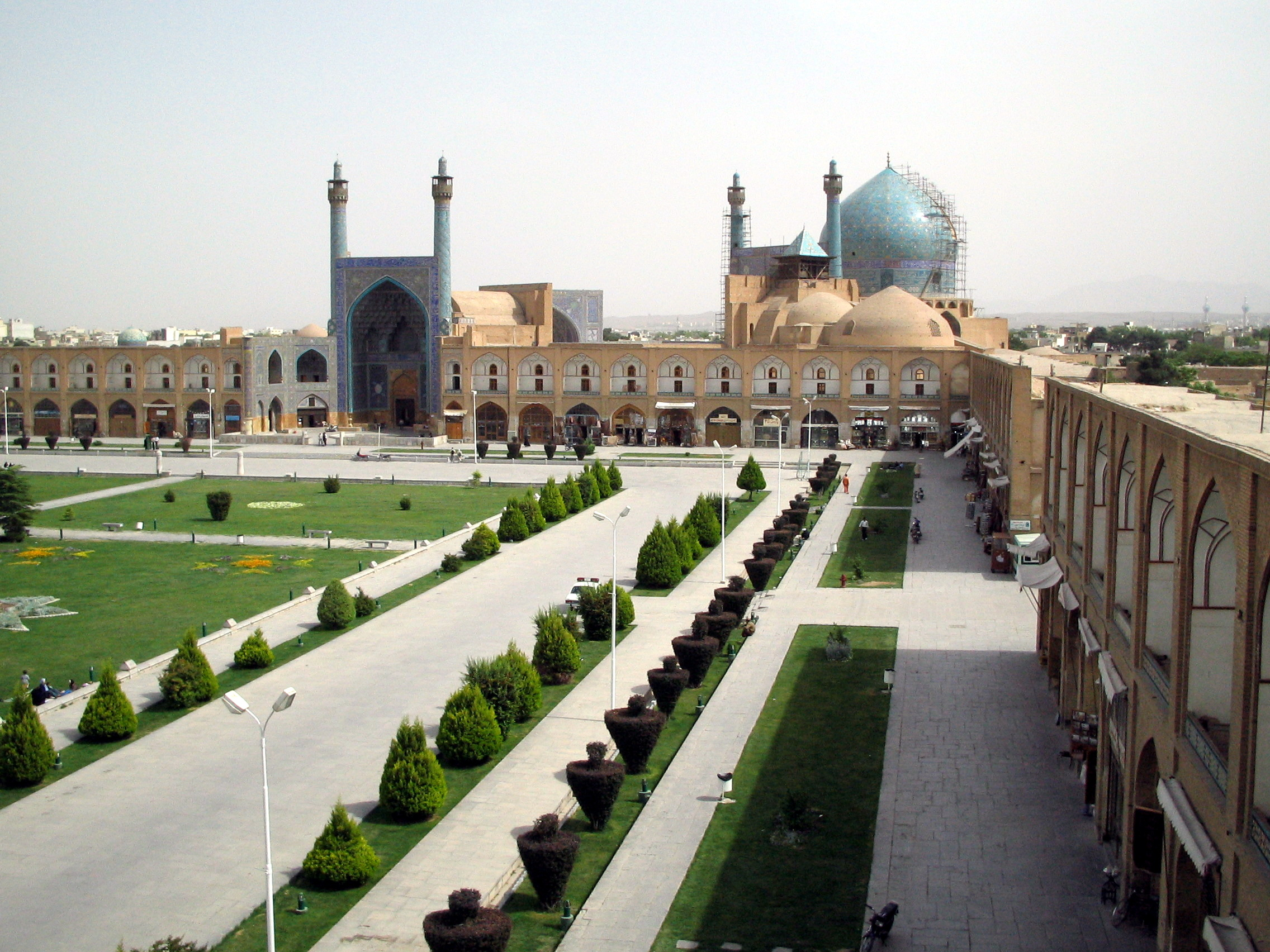
Meczet Imama w Isfahanie (Iran)

Wielu muzułmańskich władców po śmierci Mahometa, naśladując go, rozpoczynało panowanie od założenia nowego meczetu. Podobnie jak Mekka i Medyna rozrosły się wokół Masdżid al-Haram i Masdżid an-Nabawi, Karbala w Iraku została w VIII wieku zbudowana wokół grobu imama Husejna.
W początkach XVII wieku szach Abbas I z dynastii Safawidów postanowił uczynić Isfahan najpiękniejszym miastem na świecie. Częścią planu było utworzenie Meczetu Szacha i Meczetu Szejka Lotfullaha przy placu Naghsz-i-Dżahan w centrum, który był jednym z największych placów miejskich na Ziemi.
Współczesne meczety, zwłaszcza w krajach gdzie muzułmanie są w mniejszości, położone są z reguły na obrzeżach miasta. Jednak, wyznawcy islamu zazwyczaj starają wybierać mieszkanie i miejsce pracy w pobliżu meczetu. Tak więc, choć meczet nie stanowi centrum miasta, pozostaje niewątpliwie centrum wspólnoty muzułmańskiej

### Edukacja

Medresa Uług-bega w Samarkandzie (Uzbekistan)

Inną ważną funkcję meczetu jest umiejscowienie tam instytucji edukacyjnych. Niektóre meczety, szczególnie tam, gdzie nie ma dofinansowanych przez państwo medres, mają pełnoetatowe szkoły, które nauczają zarówno islamu, jak i wiedzy ogólnej. Te szkoły z reguły mają uczniów w szkole podstawowej i szkole średniej, chociaż są też pełnoetatowe szkoły dostępne dla studentów szkół wyższych. Większość meczetów ma też szkoły częściowo etatowe, albo w weekendy albo po południu. Jako że pełnoetatowe szkoły są przeznaczone dla dzieci, które są zależne od meczetów, które dostarczają im edukacji muzułmańskiej oraz ogólnej, szkoły weekendowe i nocne są przeznaczone wyłącznie do dostarczanie edukacji islamskiej różnym osobom, niezależnie od wieku. Niektóre meczety jednak dostarczają też edukacji ogólnej, co zwiększa kontakt młodych muzułmanów z meczetem. Przedmioty w islamski weekend i wieczorami się różnią. Czytanie Koranu i język arabski są popularne w krajach, gdzie język ten nie jest powszechnie znany. Lekcje dla muzułmańskich neofitów też są popularne, szczególnie w USA i Europie, gdzie religia ta się rozwija. Meczety prowadzą także lekcje prawa islamskiego, a także kursy dla osób pragnących zostać uczonymi muzułmańskim (ulemami). Zazwyczaj jednak w krajach muzułmańskich meczet i medresa mieszczą się w odrębnym budynku.

### Zbieranie pieniędzy

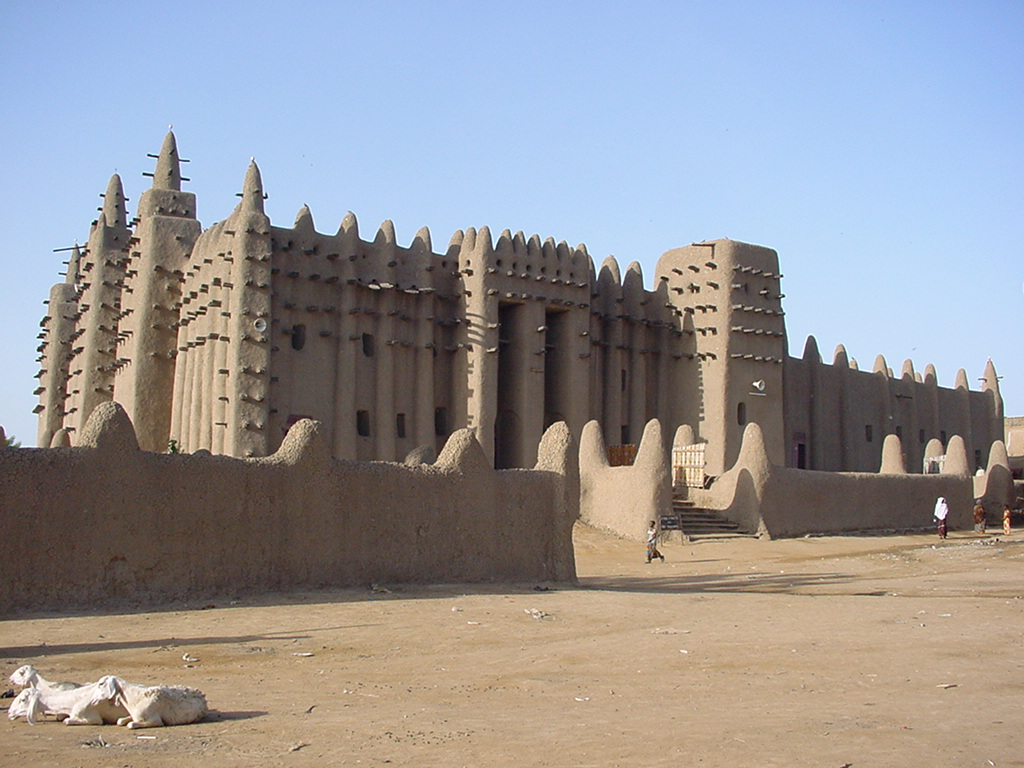
Wielki Meczet w Dżenne (Mali)

W meczetach często organizuje się zbiórki pieniędzy i handluje islamskimi dewocjonaliami. Podobnie jak w kościołach, w meczetach organizowane są także śluby.
Szczególnie interesującym przykładem wspólnej pracy muzułmańskiej społeczności na rzecz meczetu jest coroczne święto w Dżenne w Mali, kiedy społeczność naprawia szkody wyrządzone glinianej konstrukcji świątyni przez wodę w czasie pory deszczowej (Wielki Meczet w Dżenne wzniesiony jest z cegły suszonej).

## Polityka
W końcówce XX wieku znacząco zwiększyła się liczba meczetów używanych do propagandy politycznej. W krajach zachodnich, imamowie często zachęcają do działalności politycznej podczas nabożeństw.

### Propaganda
W krajach, gdzie muzułmanie są mniejszością, używanie meczetów do promocji aktywności politycznej jest o wiele częstsze niż na Bliskim Wschodzie. Szczególnie w Stanach Zjednoczonych, w meczetach rejestruje się wyborców, podpisuje petycje i organizuje demonstracje.

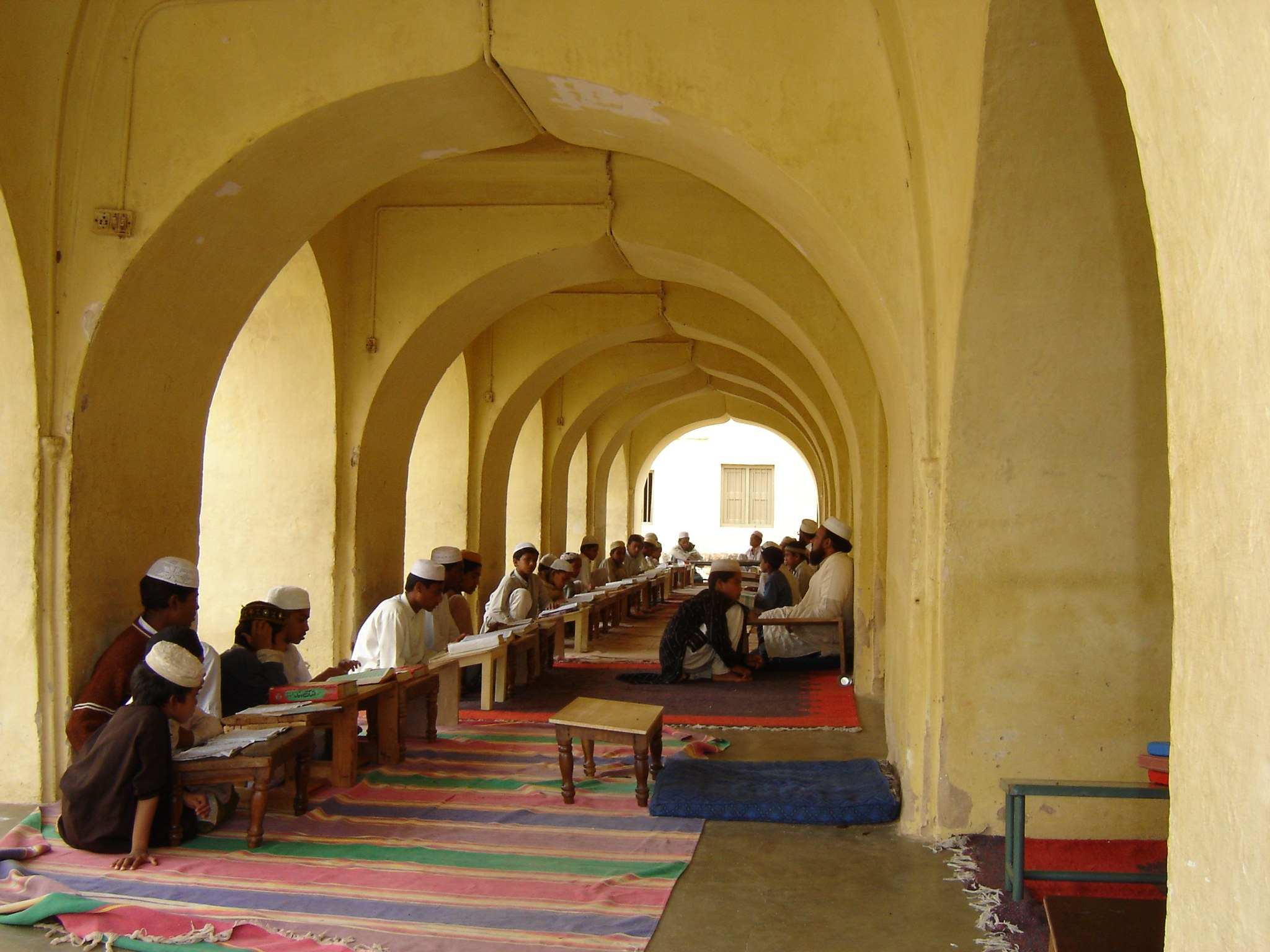
Medresa w Indiach

Wśród muzułmanów można dostrzec zależność między poglądami politycznymi a częstością uczęszczania na modły w meczecie. W Iraku, duchowni często wzywają do powstrzymania przemocy i terroryzmu podczas piątkowych modłów. Z drugiej strony, od lat 90. XX wieku obserwuje się również zjawisko promocji fundamentalizmu przez muzułmańskich duchownych. Finsbury Park Mosque w Londynie jest tu najbardziej znanym przykładem.

### Konflikty społeczne
Jako że meczety są ważne dla społeczności muzułmańskiej, czasem stanowią obiekt konfliktów.
Meczet Babri był przyczyną konfliktu muzułmańsko-hinduskiego we wczesnych latach 90. Zanim znaleziono pokojowe rozwiązanie, meczet został rozebrany przez 75 000 hindusów, wierzących że w tym samym miejscu znajdował się dawniej mandir. Kontrowersje wokół meczetu były ściśle związane z zamieszkami w Mumbaju, które doprowadziły do śmierci 257 osób. Meczet w Krishnajanmabhoomi jest również obiektem konfliktów hinduistyczno-muzułmańskich, gdyż znajdujący się tam niegdyś mandir (jedno z najświętszych miejsc hinduizmu) został zburzony przez Aurangzeba – fanatycznego muzułmanina – i na jego miejscu został wybudowany meczet.
Podczas wojen w Iraku i Afganistanie często dochodziło do niszczenia meczetów przez walczące frakcje. Również w Ameryce i Izraelu, islamofobia wywołana atakami terrorystycznymi doprowadziła do aktów wandalizmu w świątyniach muzułmańskich.

### Wpływy saudyjskie

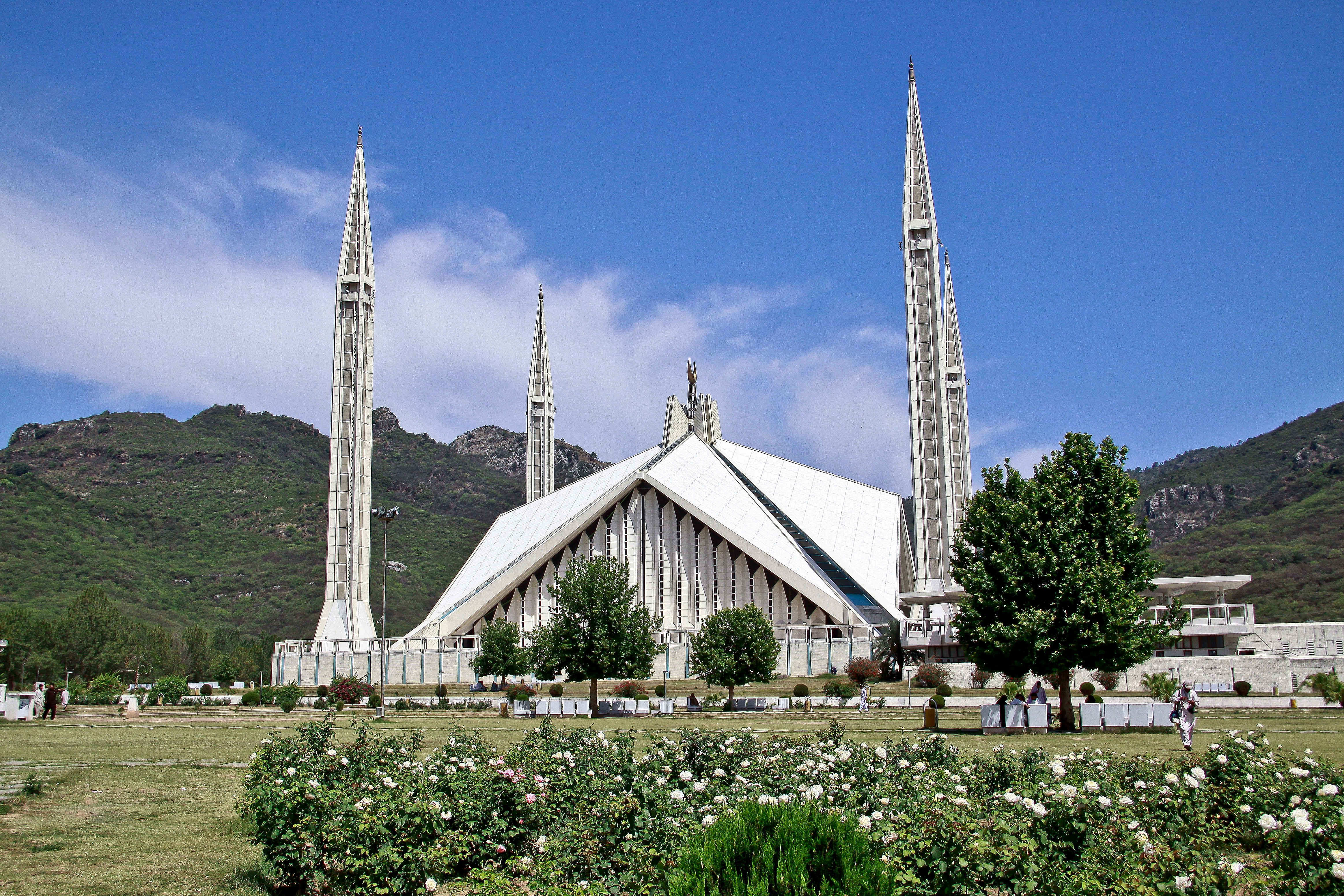
Meczet Króla Fajsala w Islamabadzie, sfinansowany przez Arabię Saudyjską

Co najmniej od lat 60. XX stulecia królowie Arabii Saudyjskiej znani są z finansowania budowy meczetów na całym świecie. Od 1980 roku 45 miliardów dolarów zostało wydanych przez Saudów na ten cel. Według saudyjskiej gazety Ajn al-Jakin, królestwo sfinansowało już w sumie 1500 świątyń i 2000 centrów religijnych. Arabia Saudyjska szczególną wagę przykłada do sponsorowania meczetów w krajach, w których muzułmanie są mniejszością. Meczet Króla Fahda w Culver City i Centrum Kultury Islamu w Rzymie są dwiema największymi budowlami tego typu i kosztowały odpowiednio 8 i 50 milionów dolarów. Meczety finansowane przez Saudów zazwyczaj promują wahhabizm.

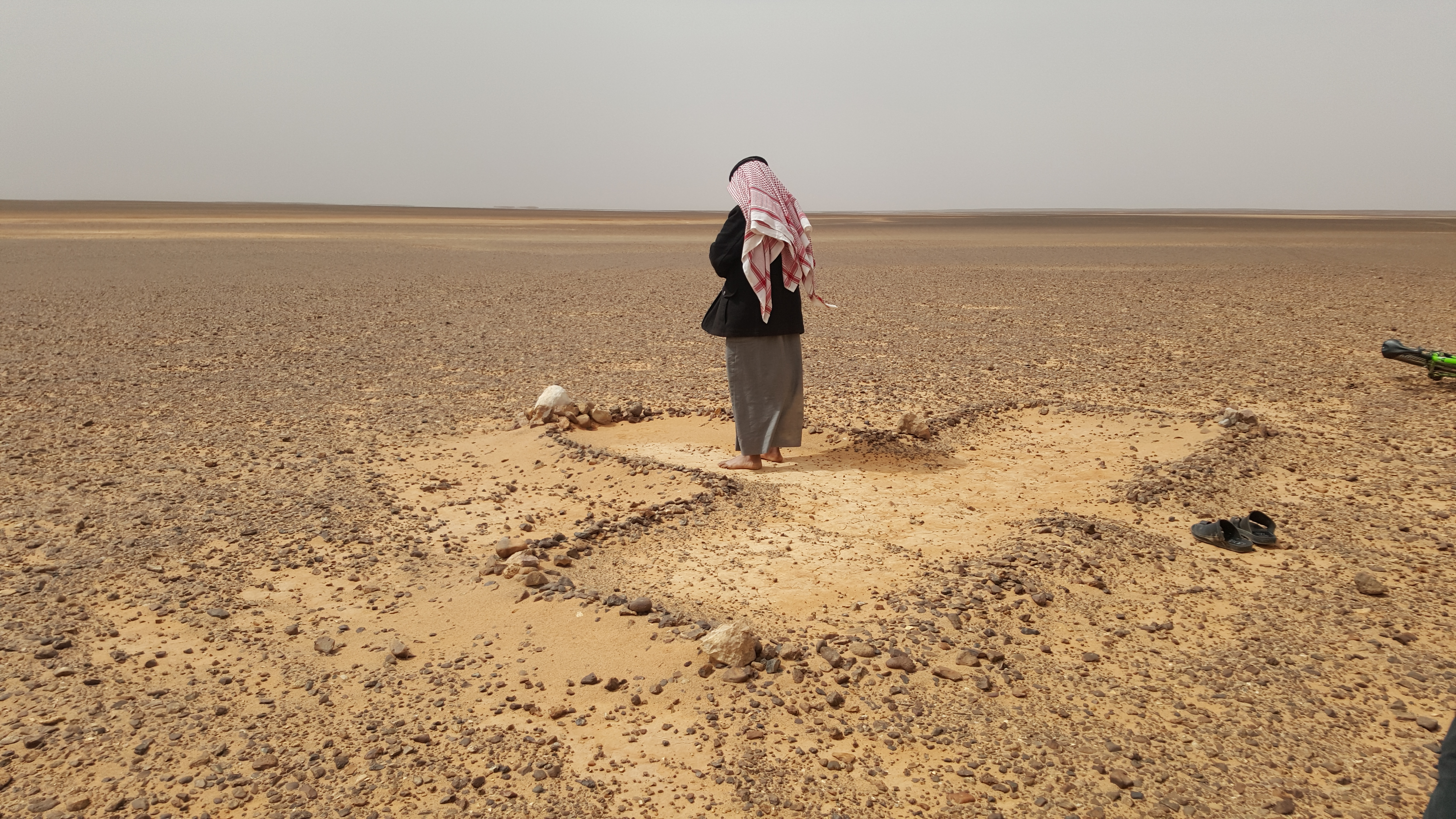
Abu Sami, Beduin ze wschodniej pustyni Jordanii, modli się w meczecie nomadów, skierowanym na Mekkę. Para sandałów pozostawiona przed meczetem

## Architektura

### Style
Generalna forma meczetów powstała w okresie podbojów arabskich i wywodzi się w prostej linii z architektury sasanidzkiej Persji. Inne charakterystyczne style obejmują:
- wczesne meczety abbasydzkie
- meczety w kształcie litery T
- meczety z kopułą na środku. (typowe dla Anatolii)

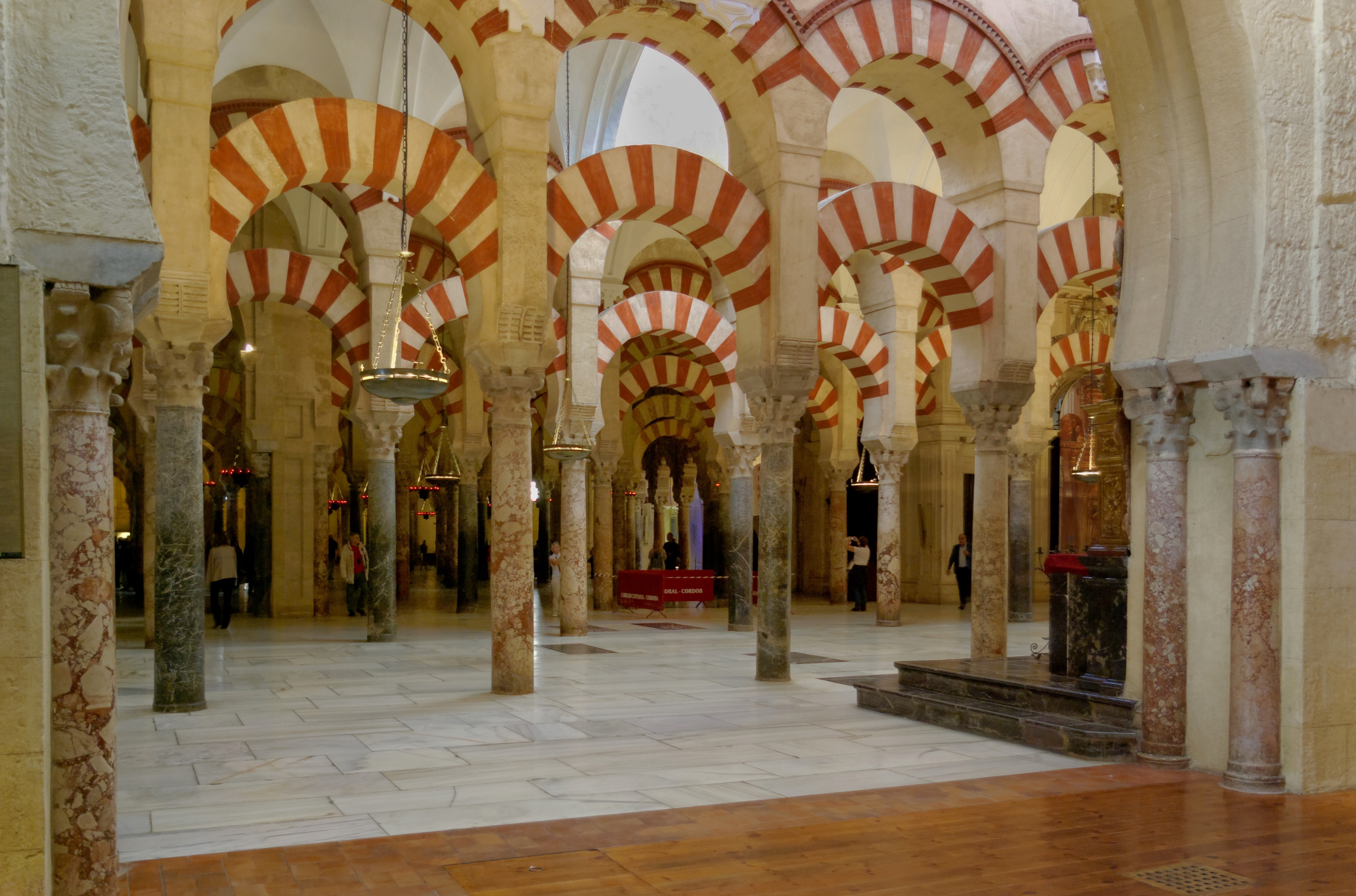
Wnętrze meczetu w Kordobie (Hiszpania)

Meczety na planie arabskim są najbardziej typowe i zaczęły być budowane za Umajjadów. Są one kwadratowe lub prostokątne i przykryte kopułą. Pierwotne meczety miały płaskie dachy, co jednak wymuszało dużą ilość kolumn. Najbardziej typową budowlą tego typu jest Mezquita w hiszpańskiej Kordobie Świątynie tego typu mają zazwyczaj arkady, dające ważny w gorącym klimacie Bliskiego Wschodu cień. Od czasów Abbasydów ten typ konstrukcji wyszedł z mody.
W XV wieku, Osmanowie wprowadzili charakterystyczny typ meczetu z wielką kopułą otoczoną kilkoma małymi. Ten styl został przejęty od Bizantyjczyków, którzy w podobnym stylu budowali kościoły.
Ejwan jest otwartą z jednej strony kopułą, charakterystyczną dla meczetów irańskich. Została ona przejęta z architektury zoroastriańskiej.

### Minarety
Powszechnym elementem meczetu jest minaret – wysoka, cienka wieżyczka, często umieszczana w jednym z kątów meczetu. Wierzchołek minaretu jest często najwyższym punktem meczetu posiadającego minaret, często też najwyższym punktem w okolicy. Najwyższy minaret na świecie znajduje się w Meczecie Hassana II w Casablance (Maroko).
Pierwsze meczety nie miały minaretów i nawet obecnie, radykalne ruchy muzułmańskie (np. wahhabici) nie używają ich, ponieważ uważają je za niepotrzebne i ostentacyjne. Pierwszy minaret został skonstruowany w 665 roku w miejscowości Basra, podczas rządu umajjadzkiego kalifa Mu’awiji I. Muawija popierał pomysł, gdyż minarety były dla niego odpowiednikiem wież kościołów, dodającym świątyniom splendoru. Z biegiem czasu muzułmańscy architekci zaczęli nawet konstruować minarety duplikujące formą wieże kościołów.
Z minaretu muezzin wzywa wiernych pięć razy dziennie do modlitwy. W niektórych krajach, w których większość stanowią niemuzułmanie, głośne wzywanie do modlitwy jest zakazane. W meczetach pozbawionych minaretów, wezwanie na modły dobiega z głośnika umieszczonego wewnątrz świątyni. Ikama, wezwanie bezpośrednio poprzedzające modlitwę, nigdy nie jest wygłaszane z minaretu.

### Kopuły

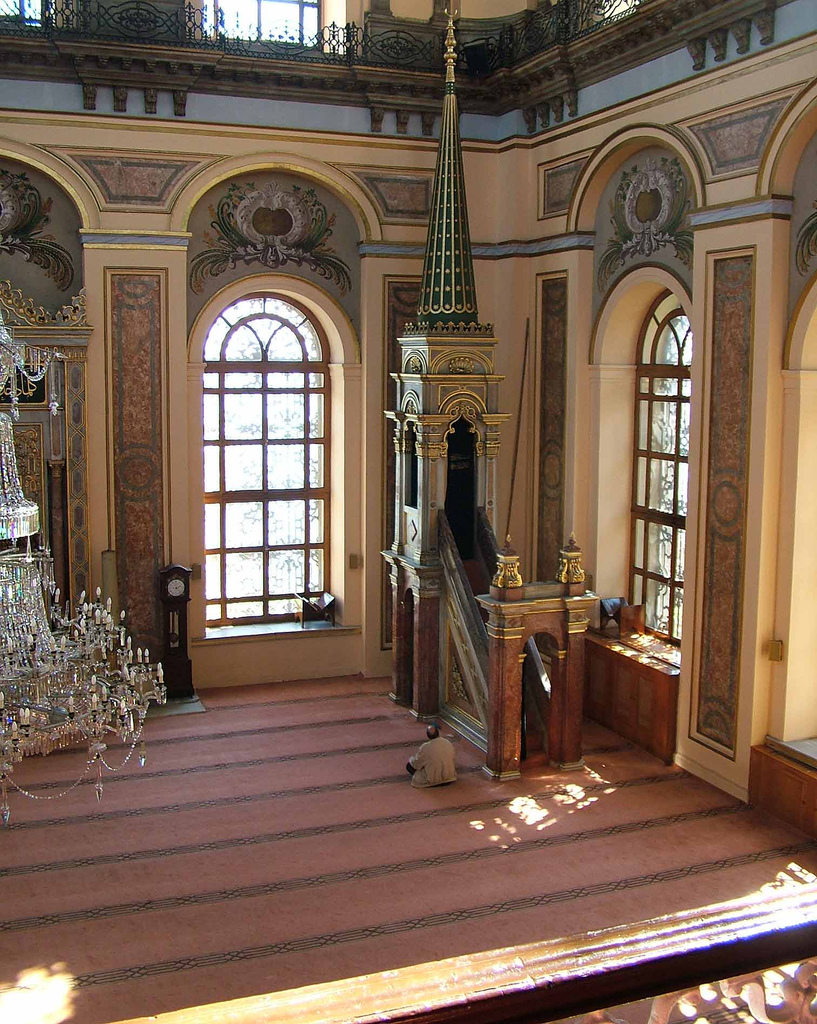
Hala modlitewna (musalla) tureckiego meczetu

Kopuły są od początku znakiem rozpoznawczym muzułmańskiej architektury i zostały najprawdopodobniej sprowadzone z sasanidzkiej Persji. Umieszczone nad główną halą modlitewną, symbolizują sklepienie niebieskie. Pierwsze meczety miały jedynie niewielkie kopuły nad mihrabem, później kopuły urosły i dziś pokrywają całą halę modlitewną. Większość świątyń ma sferyczne kopuły, choć w Indiach kopuły są w kształcie cebuli.

### Sala modlitewna
Sala modlitewna, zwana też musalla, jest pozbawiona mebli; krzesła i ławki są nieobecne w sali modlitewnej, aby umożliwić jak największej liczbie wiernych umiejscowienie się w meczecie. Sale modlitewne nie zawierają żadnych obrazów ludzi, zwierząt ani świętych, aby muzułmanie podczas modlitwy skupiali się wyłącznie na Bogu. Zamiast tego, w meczetach znajduje się arabska kaligrafia i wersety z Koranu na ścianach, które mają (zgodnie z założeniem) pomóc wiernym skupić się na pięknie islamu i Koranie.
Zazwyczaj naprzeciwko wejścia do musalli znajduje się ściana kibli, która w prawidłowo zbudowanym meczecie jest prostopadła do linii łączącej meczet z Kaabą w Mekce. Wierni ustawiają się rzędami równoległymi do ściany kibli, twarzą w stronę Mekki. Na środku ściany kibli znajduje się wgłębienie zwane mihrab, gdzie podczas piątkowych modłów staje imam. W mihrabie można umieścić minbar, analogiczny do katolickiej ambony.

### Udogodnienia
Ablucja poprzedza wszystkie muzułmańskie rytuały; meczety często mają specjalne, dostosowane do tego fontanny lub inne urządzenia. Jednak, w mniejszych meczetach wierni często muszą dokonywać ablucji w łazience. Troska o czystość nakazuje również zdejmowanie butów przed wejściem do miejsca kultu. Niektóre świątynie mają nawet specjalne półki na buty.
Współcześnie, w celu przyciągnięcia większej ilości wiernych, meczety wyposażane są czasem w biblioteki czy sale gimnastyczne.

## Etykieta w meczecie

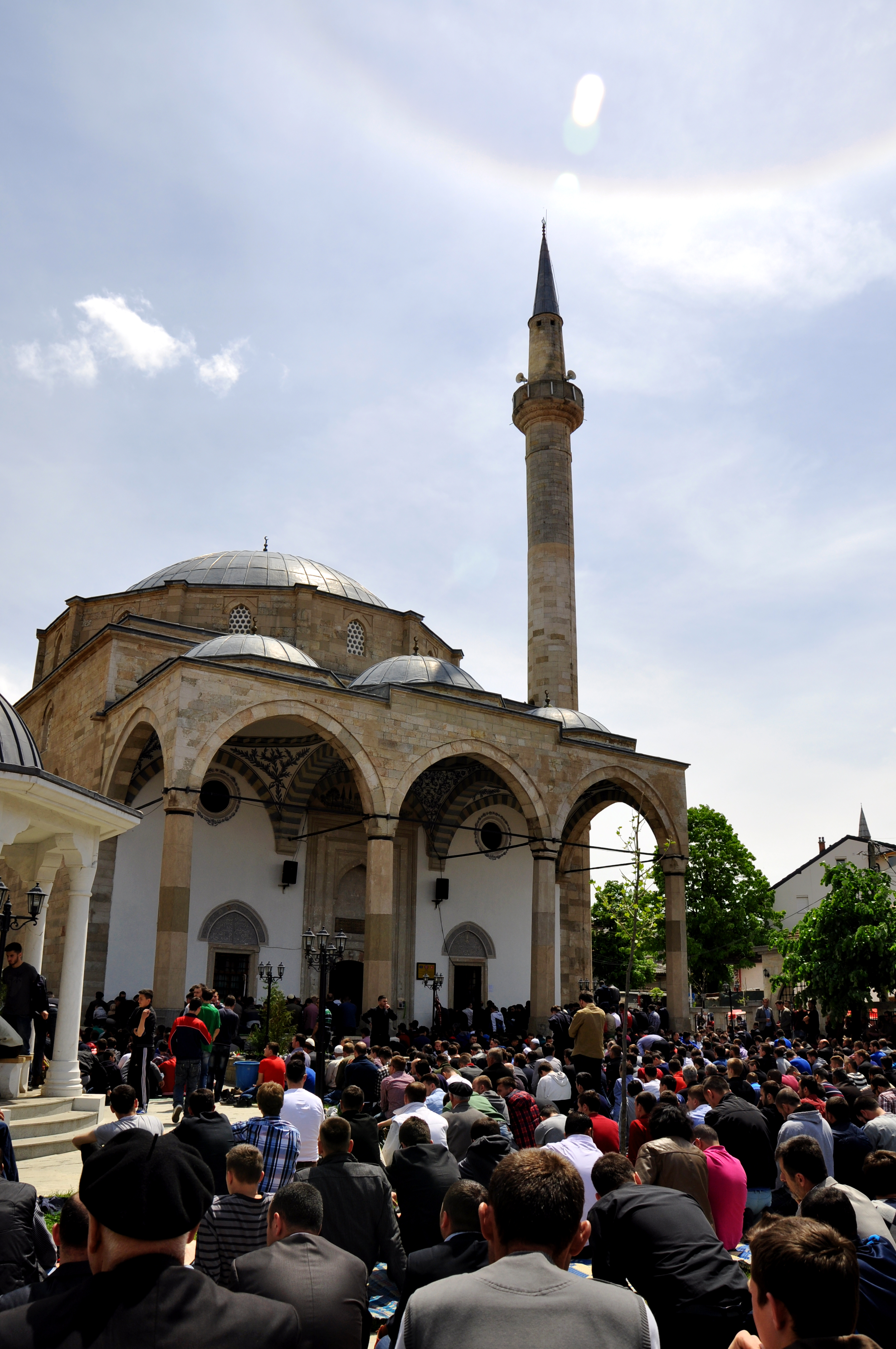
Meczet w Prisztinie, Kosowo

Zgodnie z zasadami islamu, meczet ma na celu zwrócenie myśli wiernych ku jedynej istocie godnej czci – Bogu. Pewne zasady, takie jak ściąganie butów przed wejściem, są uniwersalne, inne zależą od miejscowych zwyczajów.

### Przewodniczący modlitwy
Wyznaczenie przewodniczącego modlitwy jest pożądane, choć nie jest obowiązkiem wspólnoty muzułmańskiej. Według szkoły hanafickiej i malikickiej, wybór przewodniczącego jest obowiązkowy podczas modłów piątkowych. Stały przewodniczący modlitwy (imam) musi być dorosłym mężczyzną znającym na pamięć Koran i posiadającym gruntowną wiedzę religijną. W państwowych meczetach imam jest wyznaczany przez rząd, w prywatnych zazwyczaj wyznacza go wspólnota w drodze głosowania. Według szkoły hanafickiej, imamem powinna być osoba, która zbudowała świątynię. Kobieta może przewodzić modlitwie tylko jeśli w meczecie obecne są same kobiety.

### Czystość

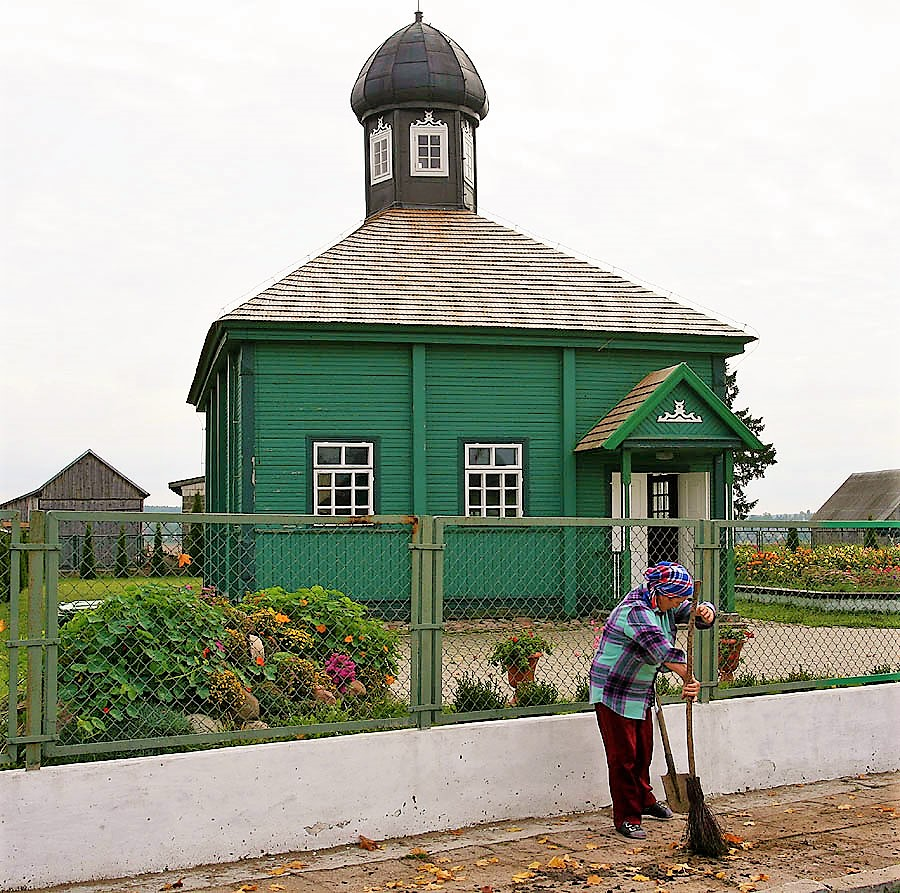
Tatarski meczet w Bohonikach

Wszystkie meczety posiadają zestaw zasad dotyczących czystości, która jest ważną częścią doświadczenia wiernego. Przed modlitwą muzułmanin musi poddać się rytualnej ablucji, zwanej wudu. Nawet niewierzący wchodzący do meczetu muszą zdjąć buty. Niemile widziane jest także wchodzenie do świątyni przez osoby nieumyte lub o nieprzyjemnym zapachu z ust.

### Ubiór
Islam nakazuje swym wyznawcom skromny ubiór. W większości meczetów istnieją ograniczenia, określające w jakim stroju można wejść do środka. Mężczyźni powinni zakładać luźny, czysty strój który nie podkreśla kształtu ciała. Kobiety muszą oprócz tego zakryć włosy hidżabem. Wielu muzułmanów, niezależnie od pochodzenia, zakłada arabski strój na okazję wizyty w meczecie.

### Koncentracja
Meczety są miejscami modlitwy i dlatego obowiązuje w nich cisza, umożliwiająca skupienie się wiernym. Nie należy również spacerować po świątyni podczas modłów. Ściany meczetów nie posiadają dekoracji, z wyjątkiem kaligrafii wersetów koranicznych. Należy także pamiętać o skromnym stroju przy wejściu do meczetu.

### Kobiety w meczecie
Szariat nakazuje, by kobiety i mężczyźni byli rozdzieleni w meczecie; najlepiej by kobiety znajdowały się za mężczyznami. Mahomet wolał, by kobiety modliły się w domu, a nie w meczecie. Kalif Umar zakazał kobietom wstępu do meczetów. W niektórych meczetach wydziela się specjalne miejsce dla kobiet. W meczetach południowo-wschodniej Azji budowane są dwie hale modlitewne, by nie dopuścić do kontaktów między płciami. Jedynie w Masdżid al-Haram podczas hadżdżu kobiety i mężczyźni mieszają się.

### Niemuzułmanie w meczecie
Według większości szkół prawa islamskiego, niewierzący mogą wchodzić do meczetów, ale nie mogą tam jeść ani spać. Przeciwnego zdania jest szkoła malikicka, która uważa, że do świątyni może wejść tylko wyznawca Allaha.
Dziewiąta sura Koranu, At-Tauba, zawiera zalecenia na ten temat. Według niej, ci którzy „dodają bogów do Allaha” (politeiści) nie mogą wchodzić do świątyń islamu:
Zakazane powinno być niewiernym wnijście do przybytku świętego; bo niedowiarstwo które wyznają, czyni ich tego niegodnymi, próżne są ich uczynki, ogień będzie im wiecznym mieszkaniem.
Werset dwudziesty ósmy precyzuje, że chodzi tu głównie o Kaabę:
Wierni! bałwochwalcy są nieczyści, przed skończeniem roku, po nawróceniu nie powinni zbliżać się do świętego kościoła Mekki. Jeżeli lękacie się ubóstwa. Niebo wam otworzy swe skarby. Bóg rozumny i mądry.
Za czasów Mahometa i pierwszych kalifów aż do Umara II do Kaaby dopuszczano żydów i chrześcijan, uznawanych za monoteistów. Dziś większość meczetów na Półwyspie Arabskim a zwłaszcza Masdżid al-Haram i Masdżid an-Nabawi, nie wpuszczają nikogo prócz muzułmanów. Podobną praktykę stosują świątynie w Maroku, oprócz Meczetu Hassana II w Casablance i obiektów nieczynnych lub niebędących meczetami sensu stricto: Meczetu Mulaja Ismaila w Meknesie, Mauzoleum Muhammada V w Rabacie i medresy Bu Inania w Fezie (dodatkowo w okupowanej przez Maroko Saharze Zachodniej niemuzułmanie mogą zwiedzić nieużywany dziś Wielki Meczet w As-Samara). Większość meczetów na świecie jest jednak otwartych na zwiedzających. Muzułmanie uważają to za wyraz swojego pokojowego stosunku do reszty świata, jak również środek służący zachęcaniu innowierców do konwersji na islam.

## Znane meczety na świecie
- Al-Masdżid al-Haram; Mekka, Arabia Saudyjska – najświętsze miejsce islamu
- Masdżid an-Nabawi; Medyna, Arabia Saudyjska – drugie najświętsze miejsce
- Al-Aksa; Jerozolima – trzecie najświętsze miejsce islamu
- Wielki Meczet w Kairuanie – czwarte najświętsze miejsce islamu, meczet z 670 r.
- Meczet Umajjadów; Damaszek, Syria
- Meczet Imama Alego; Nadżaf, Irak – święte miejsce szyitów
- Meczet Króla Fajsala; Islamabad, Pakistan – największy meczet świata[48]
- Badszahi Masdżid; Lahaur, Pakistan – największy mogolski meczet
- Mezquita; Kordoba, Hiszpania – mauretański meczet z X wieku, dziś kościół katolicki
- Hagia Sophia; Stambuł, Turcja – pierwotnie katedra chrześcijańska, w latach 1453-1935 meczet, następnie w latach 1935-2020 muzeum, od 2020 r. ponownie meczet.
- Błękitny Meczet (Meczet Sułtana Ahmeda); Stambuł, Turcja
- Meczet Szacha; Isfahan, Iran
- Dżami Masdżid; Delhi, Indie
- Meczet Huaisheng – najstarszy w Chinach
- Wielki Meczet w Dżenne w Mali – jedna z najbardziej znanych budowli w Afryce
- Meczet Hassana II w Casablance w Maroku